# Accordion Tribe
Die Accordion Tribe ist eine internationale Akkordeon-Gruppe, die im Jahre 1996 in Gent gegründet wurde und bis heute besteht.

## Bandgeschichte
Im Mai 1996 entschlossen sich fünf Akkordeonspieler aus fünf Nationen, ein Ensemble zu gründen; dabei brachten die Künstler die Besonderheiten beim Einsatz dieses Instruments in ihren jeweiligen Kulturen mit ein und entwickelten sie in eine moderne Richtung weiter. Nach einer dreitägigen Probe gaben sie ein Konzert im Genter Vooruit und nach dessen Erfolg gingen sie anschließend für drei Wochen auf Tour durch Nord- und Mitteleuropa. Mitschnitte dieser Konzerte wurden zusammengestellt und erschienen 1997 als CD mit dem Titel Accordion Tribe.
Der ursprüngliche Projektinitiator Guy Klucevsek stellte im Frühjahr 1998 ein ähnliches Projekt unter dem Namen Four Accordions of the Apocalypse für einige europaweite Auftritte zusammen, aber bereits Ende Mai fand sich die Originalbesetzung wieder zusammen und bildete ein festes Ensemble. Neben Touren und Auftritten auch außerhalb Europas nahm die Gruppe 2002 und 2006 in Lars Hollmer's Chickenhouse-Studio in Uppsala zwei weitere Alben auf. Das dritte Album mit dem Namen Lunghorn Twist wurde im Songlines-Magazin zum „Top of the World“-Chart gekürt.

## Bandmitglieder
- Bratko Bibič aus Slowenien
- Maria Kalaniemi aus Finnland
- Guy Klucevsek aus den USA
- Otto Lechner aus Österreich
- Lars Hollmer († 25. Dezember 2008) aus Schweden

## Diskografie
- Accordion Tribe (1997)
- Sea of Reeds (2002)
- Lunghorn Twist (2006)

## Film
Accordion Tribe (Accordion Tribe: Music Travels) ist ein deutschsprachiger Dokumentarfilm über die Band, der von Maximage in der Schweiz produziert wurde. Für Buch und Regie war Stefan Schwietert verantwortlich. Die Uraufführung war im Jahre 2004. Ein Jahr später gewann dieser Film den Schweizer Filmpreis für den besten Dokumentarfilm sowie den Dokumentarfilmpreis beim internationalen Filmwochenende in Würzburg. Dieser Film präsentiert das Leben der Band im Alltag und in den Konzerten, außerdem zeigt er jedes einzelne Mitglied in seinem Heimatland.